# Эгли (миноносец)
«Эгли» (греч. «Αίγλη») — миноносец военно-морского флота Греции, принявший участие в Первой и Второй мировых войнах. Принадлежит серии греческих миноносцев построенных в 1912−1913 годах германской верфью AG Vulcan Stettin в Бредове, пригороде Штетина в Германии, получивших имена нимф и океанид древней греческой мифологии. «Эгли» получил имя нимфы Эглы. Другими кораблями серии были «Алкиони», «Дафни» «Дорис», «Аретуса» и «Тетис». Греческий флаг был поднят в 1914 году, в Щецине, тогда Германия.
В 1916 году миноносец был конфискован французами и был возвращён греческому флоту после вступления Греции в войну на стороне Антанты в 1917 году. С этого момента и до конца войны миноносец сопровождал конвои в Эгейском море, а также производил противолодочное патрулирование.
После победы союзников и капитуляции Османской империи, миноносец вошёл в 1919 году в состав греческой эскадры базировавшейся в Константинополе.
В период малоазийского похода греческой армии 1919—1922 годов миноносец производил поддержку армии при высадке и отходе и участвовал в эвакуации греческого населения Смирны.
В 1926 году на корабле был произведен капитальный ремонт, после которого основной задачей миноносца стало патрулирование проливов.
Миноносец принял участие в итало-греческой войне 1940—1941 годов под командованием капитана И. Наксакиса. После вступления в войну Германии, пришедшей на помощь итальянцам, также как и однотипный «Дорис», и в тот же день, 21 апреля 1941 года, «Эгли» сбил немецкий самолёт. 24 апреля 1941 года, за 3 дня до вступления немцев в Афины, миноносец подвергся атаке немецких самолётов у островка Флевес в заливе Сароникосе.
Судно получило множество пробоин и потеряло ход. Не имея возможности заделать течи и следовать согласно приказу на юг, командир корабля приказал экипажу потопить корабль.

## Наследник
Тральщик «Эгли», вошедший в состав военно-морского флота Греции в 1965 году. Выведен из состава флота в 1996 году.